# Lori menut
El lori menut (Charmosyna wilhelminae) és una espècie d'ocell de la família dels psitàcids que habita la selva humida de les muntanyes de Nova Guinea.